# Satyagraha (ópera)
Satyagraha (pronunciación en inglés: /sʌtˈjɑːɡrəhə/, sánscrito सत्याग्रह, satyāgraha "insistencia en la verdad") es una ópera en tres actos con música de Philip Glass y libreto del mismo Glass y Constance DeJong. Se estrenó el 5 de marzo de 1980 en Róterdam. 
Basada vagamente en la vida de Gandhi, forma la segunda parte de la "Trilogía de retratos" de Glass, tres óperas sobre hombres que cambiaron el mundo, que también incluyen Einstein en la playa y Akenatón. El título se refiere al concepto de Gandhi sobre la resistencia no violenta a la injusticia, Satyagraha, y el texto, procedente del Bhagavad Gita, se canta en el sánscrito original. En las representaciones, se suele proporcionar traducción en subtítulos. 
Philip Glass es el más célebre de los minimalistas estadounidenses, además de constituir sus óperas el más claro ejemplo de minimalismo aplicado a este género. En ellas, los acontecimientos que en la ópera tradicional se exponían según un orden cronológico motivan múltiples escenas que se representan de forma simultánea. De ahí que se produzca una cierta nivelación totalizadora de los diferentes planos temporales: pasado, presente y futuro. 

## Historia
Satyagraha fue un encargo de la ciudad de Róterdam, Países Bajos, y representada por vez primera en el Stadsschouwburg (Teatro Municipal) de la ciudad el 5 de septiembre de 1980, por la De Nederlandse Opera y la Orquesta Sinfónica de Utrecht, dirigida por Bruce Ferden.
Esta ópera rara vez se representa en la actualidad; en las estadísticas de Operabase aparece con sólo 5 representaciones en el período 2005-2010.

## Instrumentación
La obra está pensada para dos sopranos, dos mezzosopranos, dos tenores, un barítono, dos bajos, un gran coro SATB, y una orquesta de cuerdas y maderas solamente, sin metales ni percusión.

## Grabaciones
- S. Woods, D. Perry; Keene, Coro y Orquesta de la Ópera de Nueva York. 1984 (Sony)